# 三界
仏教における三界（さんがい、梵: tri-dhātu、または梵: त्रिलोक, IAST:triloka）とは、欲界・色界・無色界の三つの世界のことであり、衆生が生死を繰り返しながら輪廻する世界をその三つに分けたもの。三有（さんう）ともいう。
欲界よりも色界のほうが、色界よりも無色界のほうが、いっそうすぐれた生存のしかたであると考えられており、その場所も、欲界が最下にあり、無色界が最上に位置する。 

## 三つの世界
地獄傍生鬼　人及六欲天　名欲界二十　由地獄洲異　此上十七處　名色界於中　三靜慮各三　第四靜慮八　無色界無處　由生有四種　依同分及命　令心等相續—世親、『阿毘達磨倶舍論』卷第七 

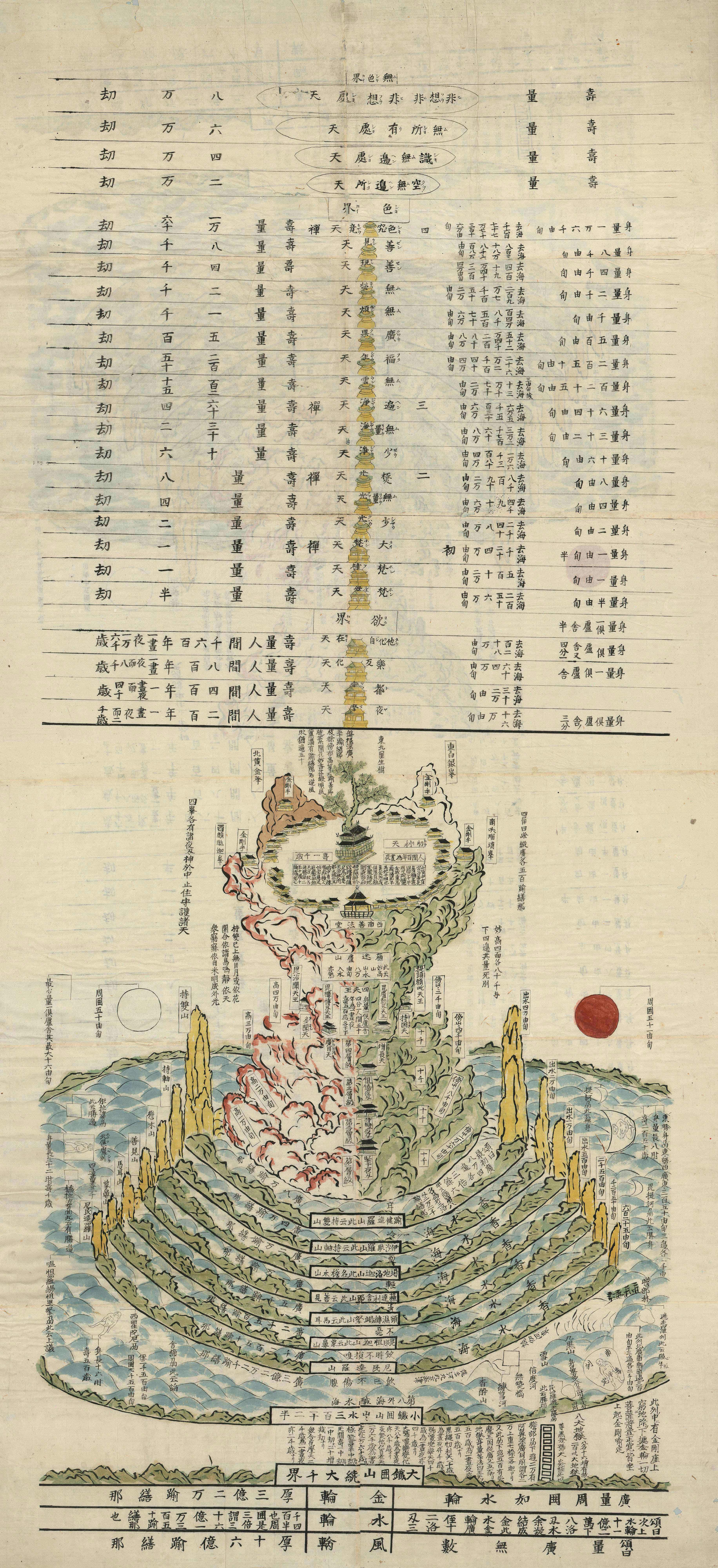
「三界図」　それぞれの世界の海抜、距離、住民の寿命と身長などが書き込まれている。　1860年代　日本

以下の説明は、4世紀から5世紀頃にヴァスバンドゥ（世親）が著した『阿毘達磨倶舎論』（『倶舎論』）に依る。

### 欲界（よくかい、よっかい）
欲界（梵: kāma‐dhātu）は、欲望（カーマ）にとらわれた淫欲と食欲がある衆生が住む世界。無色界および色界の下に位置する。本能的欲望（カーマ）が盛んで強力な世界。八大地獄から六欲天までの領域であり、『倶舎論』においては「五趣」（5つの生存状態）地獄、餓鬼、畜生、人、天の5種の世界が欲界に属するとされる。ただし、『倶舎論』を奉ずる説一切有部と対抗した中観派や、のちの大乗仏教諸派は、これらに修羅道を加えて「六道」（6つの迷える状態）とした。いずれの見解においても、地下の世界と、地表の世界と、空中の世界（天界）の最下層とが、欲界に属する。 

### 色界（しきかい）
色界（梵: rūpa-dhātu）は、淫欲と食欲の2つの欲を離れた衆生が住む世界。欲望は超越したが、物質的条件(色、サンスクリットラテン翻字: rupā)にとらわれた生物が住む境域。色天や色界天ともいう。有色（うしき）ともいう（欲界と色界の2界をさす場合もある）。欲界の上、無色界の下に位置する。
色（ルーパ）とは物質のことであり、色界とは物質的な世界という意味。欲界とひとしく物質的世界ではあるが、それほどに欲望が盛んではないところを単に色界とよぶ。色界には、清らかで純粋な物質だけがあるとされる。欲や煩悩は無いが、物質や肉体の束縛からは脱却していない世界である。四禅を修めた者が死後に生まれる世界。色界は禅定の段階によって四禅天に大別される。天界の上層は色界に属し、またそれを細かく17天（経典によっては18天または16天）に分ける。また、初禅の一部と欲界を合わせて「一小千世界」と呼ぶ。 
なお、鳩摩羅什は『法華経』序品で、色界の最上位である色究竟天を（後述の）有頂天としている。 

### 無色界（むしきかい）
無色界（梵: ārūpa-dhātu）は、物質的なものから完全に離れた衆生が住む世界。欲望も物質的条件も超越し、精神的条件のみを有する生物が住む境域。欲界および色界よりも上位にあり 、天界の最上層に位置する。空間を超越する無色界は、厳密には色（かたち）を持たない。ゆえに、色界の上方に存在するわけではないが、便宜上三界のなかでは一番上部に置かれる（右図参照）。
物質が全く存在せず、心の働きである受・想・行・識の四蘊だけからなる世界。無色界は四天に分けられ、その最高処を有頂天（非想非非想天、非想非非想処）という。

## その他
以上に述べた『倶舎論』が説く「三界」では、極楽やそれに準ずる世界については説かれていない。その理由としては、この宇宙観が成立した時代にはまだ仏教に浄土思想は取り入られておらず、ゆえに三界のなかに浄土が組み込まれることはまだなかったことと、上座部にとっての最高の境地とは涅槃（ニッバーナ）、すなわち、三界から脱出して無に帰することであったことが挙げられる。三界という宇宙観と浄土思想の結びつきは、大乗仏教の隆盛に伴って進むこととなった。
また『倶舎論』は、エンマを六欲天の一つである夜摩天と餓鬼界両方に置いている。

## 一覧

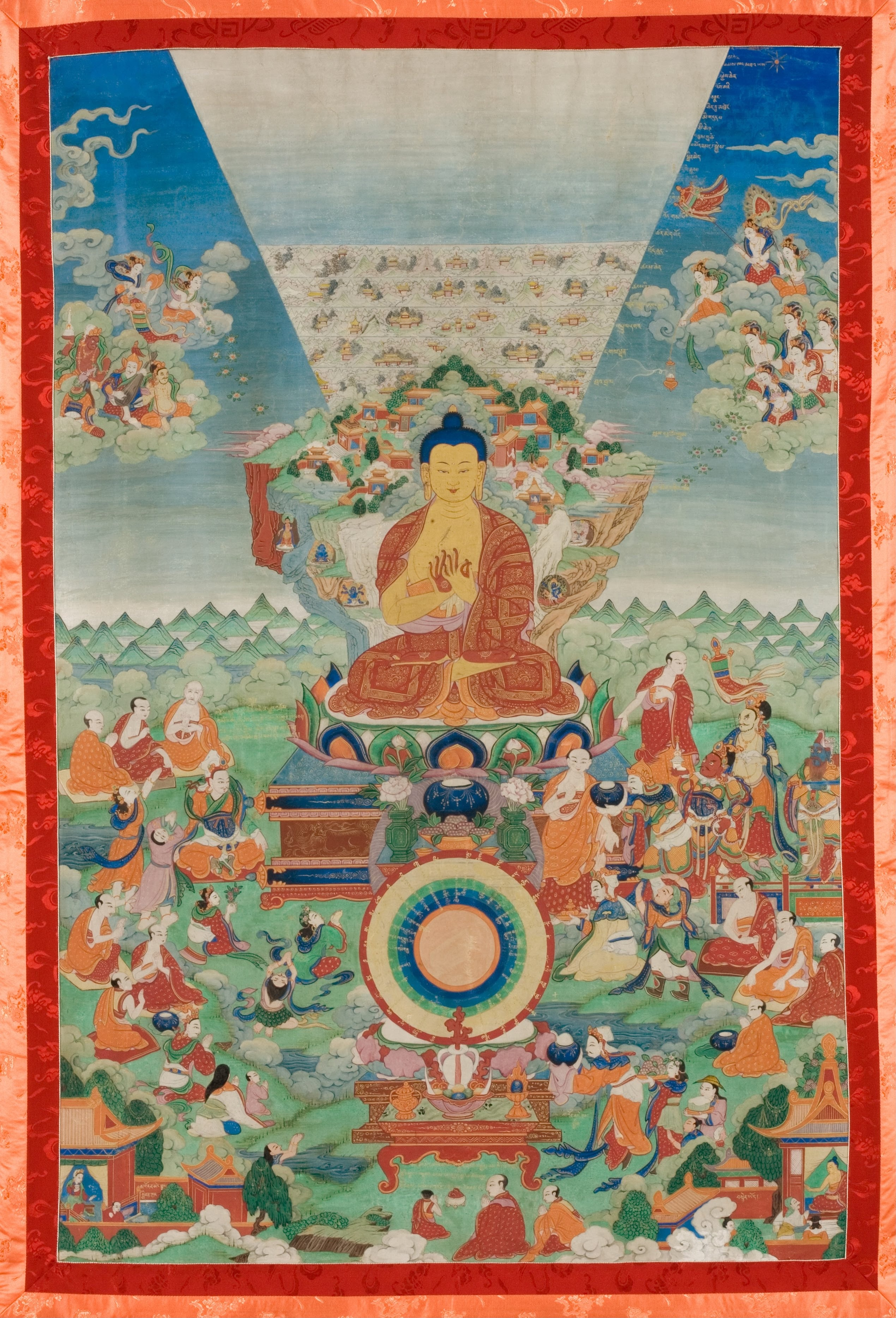
須弥山の頂上、忉利天（三十三天）で説法する釈迦（中央）。
中央から上方にかけて、それぞれ地居天、空居天、上界天が表現されている。18世紀頃、チベット　アジア美術館蔵

宗派によって配列は異なる。橙色は天人。
| 無色界        | 上界天              | 非想非非想処（有頂天、非想非非想処、非想天） | 非想非非想処（有頂天、非想非非想処、非想天）                                                                                             | 非想非非想処（有頂天、非想非非想処、非想天）                                                                                             | 非想非非想処（有頂天、非想非非想処、非想天）                                                                                             |
| 無色界        | 上界天              | 無所有處天（無所有天）                       | | | |
| 無色界        | 上界天              | 識無邊處天（識無辺天）                       | | | |
| 無色界        | 上界天              | 空無邊處天（空無辺処、空無辺天、無量空処）   | | | |
| 色界          | 上界天              | 四禅天                                       | 無煩天、無熱天、善現天、善見天、色究竟天（左の5天を総称して五不還天といい、欲界及び天界には再び還らない） 福生天、福慶天、広果天、無想天 | 無煩天、無熱天、善現天、善見天、色究竟天（左の5天を総称して五不還天といい、欲界及び天界には再び還らない） 福生天、福慶天、広果天、無想天 | 無煩天、無熱天、善現天、善見天、色究竟天（左の5天を総称して五不還天といい、欲界及び天界には再び還らない） 福生天、福慶天、広果天、無想天 |
| 色界          | 上界天              | 三禅天                                       | 少浄天、無量浄天、遍浄天 | 少浄天、無量浄天、遍浄天 | 少浄天、無量浄天、遍浄天 |
| 色界          | 上界天              | 二禅天                                       | 少光天、無量光天、光音天 | 少光天、無量光天、光音天 | 少光天、無量光天、光音天 |
| 色界          | 上界天              | 初禅天                                       | 梵衆天、梵輔天、大梵天 | 梵衆天、梵輔天、大梵天 | 梵衆天、梵輔天、大梵天 |
| 欲界 （五趣） | 空居天 （居虚空天） | 他化自在天（他化楽天）                       | 他化自在天（他化楽天） | 他化自在天（他化楽天） | 他化自在天（他化楽天） |
| 欲界 （五趣） | 空居天 （居虚空天） | 化楽天（楽変化天）                           | | | |
| 欲界 （五趣） | 空居天 （居虚空天） | 兜率天（覩史多天）                           | | | |
| 欲界 （五趣） | 空居天 （居虚空天） | 夜摩天（炎摩天）                             | | | |
| 欲界 （五趣） | 地居天              | 忉利天/ 三十三天                             | 中央 善見城天 | 東方 | 影照天、智慧行天、衆分天、曼陀羅天、 上行天、威徳顔天、威徳燄輪光天、清浄天                                                              |
| 欲界 （五趣） | 地居天              | 忉利天/ 三十三天                             | 中央 善見城天 | 西方 | 波利耶多天、雑險岸天、谷崖岸天、摩尼蔵天、 旋行天、金殿天、鬘形天、柔軟天                                                                |
| 欲界 （五趣） | 地居天              | 忉利天/ 三十三天                             | 中央 善見城天 | 南方 | 善法堂天、山峰天、山頂天、鉢私他天、 俱吒天、雑殿天、歓喜園天、光明天                                                                    |
| 欲界 （五趣） | 地居天              | 忉利天/ 三十三天                             | 中央 善見城天 | 北方 | 雑荘厳天、如意地天、微細行天、歌音喜楽天、 威德輪天、月光天（日行天）、閻摩娑羅天（閻摩那娑羅天）、速行天                                |
| 欲界 （五趣） | 地居天              | 四天王天                                     | 四天王天 | 東方 | 持国天（提頭頼吒、ドリタラーシュトラ）                                                                                                   |
| 欲界 （五趣） | 地居天              | 四天王天                                     | 四天王天 | 南方 | 増長天（毘楼勒叉、ヴィルーダカ） |
| 欲界 （五趣） | 地居天              | 四天王天                                     | 四天王天 | 西方 | 広目天（毘楼博叉天、ヴィルーパークシャ）                                                                                                 |
| 欲界 （五趣） | 地居天              | 四天王天                                     | 四天王天 | 北方 | 多聞天（毘沙門天、ヴァイシュラヴァナ）                                                                                                   |
| 欲界 （五趣） | 游空天 （游虚空天） | 日月星宿天                                   | 日月星宿天 | 日月星宿天 | 日月星宿天 |
| 欲界 （五趣） | 地居天 （配下夜叉） | 堅手天                                       | 堅手天 | 堅手天 | 堅手天 |
| 欲界 （五趣） | 地居天 （配下夜叉） | 持華鬘天（持鬘天、鬘持天）                   | | | |
| 欲界 （五趣） | 地居天 （配下夜叉） | 恒憍天（常驕天、常放逸天）                   | | | |
| 欲界 （五趣） | 地上                | 須弥山                                       | 須弥山 | 須弥山 | 須弥山 |
| 欲界 （五趣） | 地上                | 四大洲                                       | 倶盧洲 | 倶盧洲 | 倶盧洲 |
| 欲界 （五趣） | 地上                | 四大洲                                       | 牛貨洲 | | |
| 欲界 （五趣） | 地上                | 四大洲                                       | 勝身洲 | | |
| 欲界 （五趣） | 地上                | 四大洲                                       | 贍部洲 | | |
| 欲界 （五趣） | 地上                | 傍生                                         | | | |
| 欲界 （五趣） | 地下                | 餓鬼                                         | 餓鬼 | 餓鬼 | 餓鬼 |
| 欲界 （五趣） | 地下                | 八大地獄                                     | 等活地獄 | 等活地獄 | 等活地獄 |
| 欲界 （五趣） | 地下                | 八大地獄                                     | 黒縄地獄 | | |
| 欲界 （五趣） | 地下                | 八大地獄                                     | 衆合地獄 | | |
| 欲界 （五趣） | 地下                | 八大地獄                                     | 叫喚地獄 | | |
| 欲界 （五趣） | 地下                | 八大地獄                                     | 大叫喚地獄 | | |
| 欲界 （五趣） | 地下                | 八大地獄                                     | 焦熱地獄 | | |
| 欲界 （五趣） | 地下                | 八大地獄                                     | 大焦熱地獄 | | |
| 欲界 （五趣） | 地下                | 八大地獄                                     | 無間地獄 | | |

## 用法
- 『法華経』譬喩品の「三界は安きことなく、なお、火宅のごとし」というのは、迷いと苦しみのこの世界を、燃えさかる家にたとえたもの[8]。
- 「三界に家なし」とは、この世界が安住の地でないことを意味し、後には女性の不安定な地位を表す諺になった[8]。
- 「子は三界の首枷」とは、親が子を思う心に引かれ、終生自由を束縛されること[27]。